# 中條高徳
中條 高德（なかじょう たかのり、1927年5月3日 - 2014年12月24日）は、日本の実業家。アサヒビール株式会社名誉顧問。

## 略歴
1927年5月3日、長野県埴科郡森村（現・千曲市）に生まれる。屋代中学（現・長野県屋代高等学校）卒業後、帝国陸軍の現役兵科将校を目指し、陸軍予科士官学校に第60期生として入校しさらに本科（陸軍士官学校）に進むが、第二次世界大戦敗戦により陸士は閉校となる（最終階級は士官候補生たる陸軍兵長）。
戦後は旧制松本高等学校文科乙類（現・信州大学）に進み、1952年3月に学習院大学文政学部政治学科を卒業。同年4月、アサヒビール入社。東京支店長、取締役、大阪支店長を経て1982年には常務取締役営業本部長として「アサヒスーパードライ｣作戦を実行し、1988年に代表取締役副社長。1990年、同社子会社のアサヒビール飲料（現・アサヒ飲料）代表取締役会長に就任し、1998年、名誉顧問。
社団法人日本国際青年文化協会会長、日本戦略研究フォーラム（旧・日本戦略フォーラム）会長、国家基本問題研究所理事、日本会議代表委員、同台経済懇話会副代表幹事を務めた。任意団体「日本教育再生機構」の賛同者。
2014年12月24日、呼吸不全のため死去。87歳没。

## エピソード
- 2007年3月14日に浅草倫理法人会が主催するモーニングセミナーで、「勝者の論理で歪められてきた歴史を見なおし日本民族の誇りと公の精神を取り戻さなければ明日の日本は無い。今がその最後に残された機会である。」と主張している[4]。
- アサヒビールの第一線を退いた後は、日本会議の代表委員に就任。全国で「日本民族の誇りと公の精神」についての講演会を行っていた[要出典]。
- アーノルド・J・トインビーの言葉として「滅びの３原則」と称する以下の文言が流布しているが、実際にこうした文言はトインビーの著作からは見つかっておらず、2010年5月29日の講演で中條が提唱したものだとされる。[5]

1. 理想を失った民族は滅びる。
2. 全てを物の価値に捉えて、心の価値や豊かさを忘れた民族は滅びる。
3. そして、自国の歴史を忘れた民族は滅びる。

## 著作
- 『立志の経営 - アサヒビール復活の原点とわがビジネス人生』（致知出版社、1993年1月）ISBN 978-4884743154
- 『小が大に勝つ兵法の実践』（かんき出版、1994年5月）ISBN 978-4761254292
- 『おじいちゃん戦争のことを教えて - 孫娘からの質問状』（致知出版社、1998年12月）ISBN 978-4884745554 （小学館、2002年9月）ISBN 978-4094030068
- 『魂を抜かれた日本人 - 歴史に学ぶ日本人の生きざま』（文化創作出版、2000年12月）ISBN 978-4893871954
- 『おじいちゃん日本のことを教えて - 孫娘からの質問状』（致知出版社、2001年6月）ISBN 978-4884746056
- 『兵法に学ぶ - アサヒビール起死回生の経営戦略と人生哲学』（経済界、2002年9月）ISBN 978-4766782479
- 『おじいちゃんの「わが闘争」』（致知出版社, 2004年10月）ISBN 978-4884746940
- 『子々孫々に語りつぎたい日本の歴史』（中條高徳・渡部昇一共著、致知出版社、2005年8月）ISBN 978-4884747268
- 『だから日本人よ、靖国へ行こう』（小野田寛郎・中條高徳共著、ワック、2006年4月）ISBN 978-4898310915
  - 「靖国」のことを語ろう（小野田寛郎・中條高徳共著　ワック文庫　2010年）
- 『勝者の決断』（半藤一利・童門冬二・成君憶・後正武・松岡正剛・中條高徳・矢澤元共著、ダイヤモンド社、2006年5月）ISBN 978-4478375136
- 『企業の正義』（ワニブックス、2006年6月）ISBN 978-4847016639
- 『人間の品格 - 『論語』に学ぶ人の道』（中條高徳他共著、日本論語研究会編、内外出版、2007年4月）ISBN 978-4931410091